# Décès en avril 1996
Décès
- 1992
- 1993
- 1994
- 1995
- 1996
- 1997
- 1998
- 1999
- 2000

Pour une information complémentaire, voir la page d'aide.

| Date      | Nom                           | Activités                                                                              | Âge | Source |
| --------- | ----------------------------- | -------------------------------------------------------------------------------------- | --- | ------ |
| 1er avril | Celso Ramos                   | homme politique brésilien.                                                             | 98  | (en)   |
| 1er avril | Jean Le Moyne                 | écrivain québécois.                                                                    | ?   |        |
| 1er avril | Robert Alexander Hamilton     | joueur américain de football U.S..                                                     | 83  |        |
| 1er avril | Billy Dawson                  | acteur américain.                                                                      | 69  |        |
| 1er avril | Max Bucaille                  | peintre, sculpteur et poète français.                                                  | 89  |        |
| 3 avril   | Carl Stokes                   | homme politique américain.                                                             | 68  | (en)   |
| 3 avril   | Jo Privat                     | accordéoniste français.                                                                | 77  |        |
| 3 avril   | Herk Harvey                   | réalisateur américain.                                                                 | 71  |        |
| 3 avril   | Guy Gilles                    | cinéaste français.                                                                     | ?   |        |
| 3 avril   | Ronald Harmon Brown           | politicien américain. Secrétaire du Commerce en 1993.                                  | 54  |        |
| 3 avril   | Maurice Brasseur              | homme politique belge.                                                                 | 86  |        |
| 3 avril   | Roosevelt « Booba » Barnes    | chanteur et guitariste de blues américain.                                             | ?   |        |
| 4 avril   | Jim Reid                      | entraîneur américain de basket-ball.                                                   | ?   |        |
| 4 avril   | Joy Newton                    | danseuse britannique.                                                                  | 82  |        |
| 4 avril   | Jean-Marc Vernes              | banquier français.                                                                     | ?   |        |
| 4 avril   | Carl de Nys                   | musicologue belge.                                                                     | ?   |        |
| 4 avril   | Barney Ewell                  | athlète américain.                                                                     | 78  |        |
| 5 avril   | Elaine O'Beirne-Ranelagh      | écrivaine et folkloriste américaine.                                                   | 81  |        |
| 5 avril   | Antoine Pons                  | footballeur français.                                                                  | 73  |        |
| 6 avril   | Greer Garson                  | actrice américaine.                                                                    | 92  |        |
| 6 avril   | I.J. Berthe Hess              | peintre française.                                                                     | 70  | (en)   |
| 6 avril   | Émile Sabouraud               | peintre français.                                                                      | 95  |        |
| 7 avril   | Ben Johnson                   | acteur américain.                                                                      | 77  |        |
| 7 avril   | Georges Géret                 | acteur français.                                                                       | 71  |        |
| 7 avril   | Rosario Denis                 | professeur de médecine québécois.                                                      | 73  |        |
| 8 avril   | Donald Adams                  | acteur et basse bouffe britannique.                                                    | 67  |        |
| 8 avril   | Marcel Capelle                | footballeur international français.                                                    | 88  |        |
| 8 avril   | Benjamin Eisenstadt (en)      | inventeur américain du sucre en sachet.                                                | 89  |        |
| 8 avril   | John Hudson                   | acteur américain.                                                                      | 77  |        |
| 8 avril   | David Cargill McDonald        | avocat et juge canadien.                                                               | 63  |        |
| 8 avril   | León Klimovsky                | réalisateur, scénariste, acteur et producteur argentino-espagnol.                      | 89  |        |
| 8 avril   | Frank Paice                   | entraîneur américain d’équipes de hockey sur glace.                                    | ?   |        |
| 8 avril   | Antoinette Rodez Schiesler    | chimiste américaine.                                                                   | 61  |        |
| 9 avril   | Sandy Becker                  | acteur américain.                                                                      | 74  |        |
| 9 avril   | André Bourguignon             | psychiatre et psychanalyste français.                                                  | 75  |        |
| 9 avril   | James Wilson Rouse (en)       | urbaniste et promoteur immobilier américain.                                           | 81  |        |
| 10 avril  | Luis Sandi (en)               | pédagogue et compositeur mexicain.                                                     | 91  |        |
| 10 avril  | Hans Beck                     | skieur acrobatique norvégien.                                                          | 84  |        |
| 11 avril  | Dan Wolf                      | fondateur américain de la revue Village Voice.                                         | 80  |        |
| 11 avril  | Wanda McKay                   | actrice américaine.                                                                    | 80  |        |
| 11 avril  | Marcel Bleustein-Blanchet     | animateur radiophonique. français.                                                     | 89  |        |
| 11 avril  | Ademir                        | footballeur brésilien.                                                                 | 73  |        |
| 12 avril  | Jean Martin                   | peintre figuratif français.                                                            | 84  |        |
| 12 avril  | Marthe Robert                 | femme de lettres française.                                                            | 82  |        |
| 13 avril  | Irène de Trébert              | chanteuse et actrice française.                                                        | ?   |        |
| 13 avril  | George Mackay Brown           | poète écossais.                                                                        | 73  |        |
| 14 avril  | Maurice Lacasse               | auteur et fonctionnaire canadien.                                                      | 75  |        |
| 14 avril  | William K. Everson (en)       | Historien du cinéma américain.                                                         | 67  |        |
| 14 avril  | Jacques Duchesne              | Dramaturge et metteur scène québécois.                                                 | ?   |        |
| 15 avril  | Stavros Niarchos              | armateur grec.                                                                         | 86  |        |
| 15 avril  | Arthur Lelyveld (en)          | rabbin américain.                                                                      | ?   |        |
| 15 avril  | Donald Gallienne              | homme politique québécois. Maire de Sept-Îles de 1967 à 1973.                          | 79  |        |
| 15 avril  | Beatriz Costa (en)            | actrice portugaise.                                                                    | 88  |        |
| 16 avril  | Louis René                    | médecin français.                                                                      | 78  |        |
| 16 avril  | Pierre Meunier                | résistant français.                                                                    | 87  |        |
| 16 avril  | Tomás Gutiérrez Alea          | cinéaste cubain.                                                                       | 67  |        |
| 16 avril  | Irasema Dilliane              | actrice italienne.                                                                     | 71  |        |
| 16 avril  | Lucille Bremer                | actrice et danseuse américaine.                                                        | ?   |        |
| 16 avril  | François-Régis Bastide        | écrivain et diplomate française.                                                       | 70  |        |
| 16 avril  | George Abel                   | joueur canadien de hockey sur glace. Médaille d’or aux Jeux olympiques d’Oslo en 1952. | ?   |        |
| 17 avril  | Bill Serena (en)              | joueur américain de football U.S.                                                      | 71  |        |
| 17 avril  | Arnold Neustadter (en)        | inventeur américain du Rolodex.                                                        | 85  |        |
| 17 avril  | Dudley Manlove (en)           | acteur américain.                                                                      | 81  |        |
| 17 avril  | Adelaide Lambert              | nageuse américaine.                                                                    | ?   |        |
| 17 avril  | Inaba Hinezo                  | économiste japonais.                                                                   | ?   |        |
| 18 avril  | Sir Hubert Ferdinand Opperman | cycliste et politicien australien.                                                     | 91  |        |
| 18 avril  | Ronald Norwood (en)           | juge américain.                                                                        | ?   |        |
| 18 avril  | Boleslav Maikovskis (en)      | chef des services policiers letton durant la Seconde Guerre mondiale                   | 92  |        |
| 18 avril  | Mike Leander                  | compositeur britannique de musique pop.                                                | 54  |        |
| 18 avril  | Ronald N. Davies (en)         | juge américain.                                                                        | 91  |        |
| 20 avril  | Trần Văn Trà                  | général vietnamien.                                                                    | 77  |        |
| 20 avril  | Ronald Scott Thorn            | romancier britannique.                                                                 | 75  |        |
| 20 avril  | Paul Riopel                   | biochimiste québécois.                                                                 | 93  |        |
| 20 avril  | Alex d’Arcy                   | acteur américain.                                                                      | 87  |        |
| 20 avril  | Paul-Vanier Beaulieu          | peintre et graveur québécois.                                                          | 86  |        |
| 21 avril  | Luigi Pistilli                | acteur italien.                                                                        | 66  |        |
| 21 avril  | Robert Hersant                | homme de presse français.                                                              | 76  |        |
| 22 avril  | Mario Luigi Ciappi            | Cardinal italien.                                                                      | 86  |        |
| 22 avril  | David Shipman (en)            | Historien du cinéma britannique.                                                       | 63  |        |
| 22 avril  | Jean-Marie Rivière            | travesti français.                                                                     | ?   |        |
| 22 avril  | Harold McSpaden (en)          | golfeur américain.                                                                     | 87  |        |
| 22 avril  | Molly Keane                   | romancière et dramaturge irlandaise.                                                   | ?   |        |
| 22 avril  | Erma Bombeck                  | chroniqueuse et humoriste américaine.                                                  | 69  |        |
| 23 avril  | Pamela L. Travers             | romancière britannique. Créatrice de Mary Poppins.                                     | 96  |        |
| 23 avril  | Albert E. Lewin               | scénariste américain.                                                                  | 79  |        |
| 23 avril  | Jesús Hernández Úbeda         | coureur cycliste espagnol.                                                             | 36  |        |
| 23 avril  | Djokhar Doudaïev              | général tchétchène.                                                                    | 52  |        |
| 23 avril  | Jean-Victor Allard            | général canadien.                                                                      | 83  |        |
| 24 avril  | Jean Willerval                | architecte français.                                                                   | ?   |        |
| 24 avril  | Rafael Orozco                 | pianiste espagnol.                                                                     | 50  |        |
| 25 avril  | Saul Bass                     | graphiste américain.                                                                   | 85  |        |
| 26 avril  | Stirling Silliphant           | scénariste américain. Oscar en 1967.                                                   | 78  |        |
| 26 avril  | Milt Gaston (en)              | joueur américain de baseball.                                                          | 100 |        |
| 26 avril  | Pierre Dagenais               | géographe québécois.                                                                   | 86  |        |
| 26 avril  | Henry Clarke                  | photographe américain.                                                                 | ?   |        |
| 27 avril  | Jacques Mercanton             | essayiste et romancier suisse.                                                         |     |        |
| 27 avril  | William Colby                 | ancien directeur de la C.I.A..                                                         | 76  |        |
| 28 avril  | Tien Suharto                  | première dame de l’Indonésie.                                                          | 72  |        |
| 28 avril  | Orville Prescott (en)         | critique littéraire américain.                                                         | 89  |        |
| 28 avril  | Julio César Méndez Montenegro | président du Guatemala de 1966 à 1970.                                                 | 84  |        |
| 28 avril  | Gilles Grangier               | cinéaste français.                                                                     | 84  |        |
| 29 avril  | Georges Hélaouët              | cycliste québécois.                                                                    | 68  |        |
| 29 avril  | Mario David                   | acteur français.                                                                       | 78  |        |
| 30 avril  | Rosaura Revueltas             | actrice mexicaine.                                                                     | 76  |        |
| 30 avril  | David Opatoshu                | acteur américain.                                                                      | 78  |        |
| 30 avril  | Lance Hobson                  | boxeur australien.                                                                     | ?   |        |